# Robert Nivelle
Robert Georges Nivelle (Tulle, 1856. október 15. – Párizs, 1924. március 22.) francia tábornok, a francia erők főparancsnoka (1916-17).

## Pályafutása
Francia apától és angol anyától született a Franciaország közepén fekvő Tulle városkában. Elvégezte a Tiszti Akadémiát (École Polytechnique) és 1878-ban belépett a hadseregbe, ahol alhadnagyi rangot kapott. A francia gyarmati hadsereg tüzértisztjeként szolgált Vietnámban, Algériában és Kínában. 1913-ban ezredessé lépett elő, és saját alakulatot kapott. Ebben a rangban vett részt a Marne-i csatában, melynek sikeres megvívása után tábornokká léptették elő.

### Francia főparancsnokként
1916. december 3-án a Verduni csata kudarcaiba belebukó Joseph Joffre helyébe lépett és átvette a francia hadsereg irányítását.
Nivelle az agresszív támadó, nagy mennyiségű hadianyagot és katonát igénylő taktika híve volt. A gyalogsági rohamot megelőzően órákig tartó zárótűzzel vetette ostrom alá az ellenséges lövészárkokat, majd ezután mindent elsöprő rohammal próbálta meg leküzdeni az ellenállást. Nivelle e taktika alapján tervezte az 1917 tavaszán az antant támadását a nyugati fronton. Elképzelése szerint ezzel sikerült volna a két éve tartó patthelyzetet feloldani. Az Arras és Reims közötti frontszakaszon a franciák indítottak támadást, míg a brit hadsereg Flandriában lépett akcióba, hogy a németek ne vonhassanak el csapatokat az arcvonalról.
Nivelle óriási hibát követett el, amikor egy londoni fogadáson újságíróknak is beszámolt támadásának terveiről. A tervek kémek útján a nyugati német parancsnokság asztalára jutottak, akik így felkészülten várták a támadást és könnyedén hárították azt. A hatalmas méretű hadművelet 350 000 fős veszteséggel járt francia oldalon, miközben csak minimális területet sikerült felszabadítani a német megszállás alól. A támadás látványos sikertelensége mélyen áthatotta a francia hadsereget, amelyben a felbomlás jelei kezdtek mutatkozni. A frontkatonák ágyútölteléknek érezték magukat és „vérszívónak” nevezték Nivelle-t. A francia hadseregben lázadás tört ki. 1917 áprilisában a katonák ezrével mentek át a frontvonalon, és adták meg magukat a császári csapatoknak. Nivelle kivégzésekkel próbálta meg elejét venni a haderő felbomlásának.

### Bukása után
1917. május 15-én Nivelle-t leváltották a francia csapatok éléről és helyére Henri Philippe Pétain-t állították. 1917 decemberében Észak-Afrikába küldték, ahol maradék szolgálati idejét töltötte. 1921-ben, alig egy évvel halála előtt vonult nyugállományba. A párizsi Invalidusok dómjába temették.